# EénNL

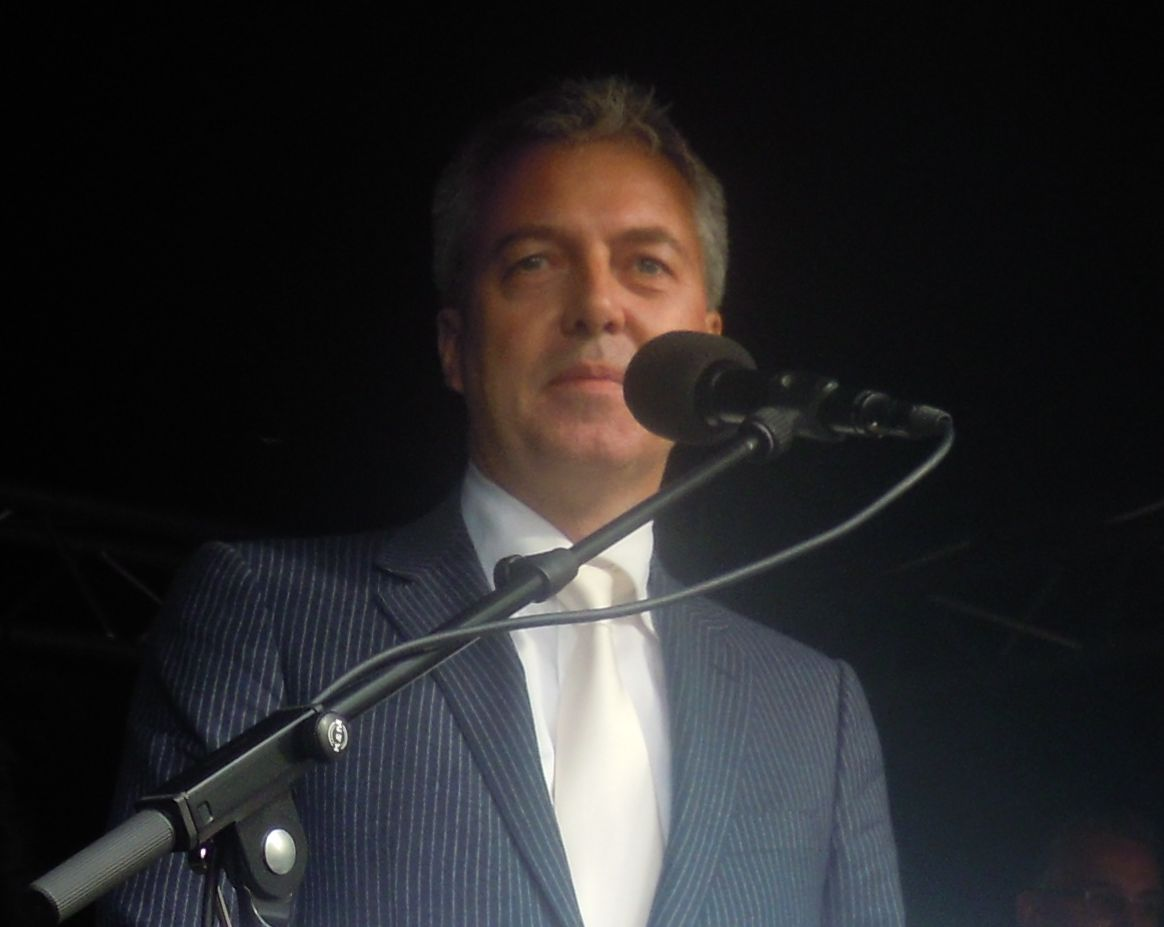
Marco Pastors

EénNL was een Nederlandse politieke partij die op 23 augustus 2006 haar bestaan bekendmaakte. Marco Pastors, voormalig wethouder in Rotterdam voor de partij Leefbaar Rotterdam, was de voorman van deze partij. Pastors werd gesteund door Joost Eerdmans, voorheen lid van de Tweede Kamer namens de LPF.
De partij was een van de partijen die sinds de opkomst van Pim Fortuyn ontstaan zijn. EénNL beriep zich nadrukkelijk op de nalatenschap van Fortuyn. De partij wil zich echter ook laten kenmerken als pragmatisch.
Op 6 september 2006 splitste Tweede Kamerlid Anton van Schijndel zich af van de VVD-fractie en sloot zich aan bij EénNL. Vanaf die datum tot de datum van de verkiezingen vormden Eerdmans en van Schijndel samen de Groep Eerdmans-Van Schijndel, die zich "bekende" tot EénNL. De Kamervoorzitter stond het hen namelijk niet toe de naam EénNL te gebruiken in de Kamer.
EénNL deed mee aan de Tweede Kamerverkiezingen van november 2006 en wist daarbij 62.531 stemmen te behalen. Dit was ongeveer 3000 stemmen te weinig om voor een zetel in de Tweede Kamer in aanmerking te komen.

## Programmapunten
Voortvloeiend uit het Fortuynisme had de partij vijf speerpunten. Te weten:
- veiligheid
- onderwijs
- bureaucratie/bestuur
- integratie
- sociale zekerheid

Volgens de partij kampte Nederland op deze terreinen met de grootste problemen.